# Pallacanestro Treviso
Pallacanestro Treviso, beter bekend door hun sponsor naam Benetton Basket, of Benetton Treviso, is een professionele basketbalclub uit Treviso, Italië. Ze spelen in de hoogste divisie van Italië de Lega Basket Serie A. Eigenaar van de club is de Benetton Groep.

## Geschiedenis
De club werd opgericht in 1954 en werd overgenomen door de Benetton Groep in 1982. Door het vele geld dat Benetton familie in de club stopte, werd de club een sterk team waar rekening mee gehouden moest worden. Het eerst landskampioenschap van Italië werd gehaald in 1992 met als sterspeler Toni Kukoč.
Met Kukoč in het team, speelde Benetton zich naar de finale van de EuroLeague in 1993. Deze verloren ze van Limoges CSP uit Frankrijk met 55-59. Ook haalde ze drie landskampioenschappen achter elkaar. Het team won de Saporta Cup in 1995 met spelers als Orlando Woolridge en Petar Naumoski. Ze wonnen van Tau Cerámica Vítoria uit Spanje met 94-86. Benetton haalde nog een landskampioenschap in 1997 en een EuroLeague finale in 2003. Deze verloren ze weer. Nu van FC Barcelona uit Spanje met 65-76. Ze wonnen tussen door nog een Saporta Cup in 1999 en de Italiaanse beker in 2000. De Saporta Cup wonnen ze van Pamesa Valencia uit Spanje met 64-60.
In 2006 werden ze weer landskampioen en in 2007 wonnen ze de Italiaanse beker. Benetton speelt zijn thuiswedstrijden in het Palaverde.

## Erelijst
- Landskampioen Italië: 5
  - Winnaar: 1992, 1997, 2002, 2003, 2006

- Bekerwinnaar Italië: 8
  - Winnaar: 1993, 1994, 1995, 2000, 2003, 2004, 2005, 2007

- Supercupwinnaar Italië: 4
  - Winnaar: 1997, 2001, 2002, 2006

- EuroLeague: 
  - Runner-up: 1993, 2003

- Saporta Cup: 2
  - Winnaar: 1995, 1999

## Bekende (oud)-spelers
- Massimo Minto
- Massimo Iacopini
- Stefano Rusconi
- Denis Marconato
- Riccardo Pittis
- Toni Kukoč
- Željko Rebrača
- Davide Bonora
- - Marcelo Nicola
- Tyus Edney
- Jorge Garbajosa
- Boštjan Nachbar
- Andrea Bargnani
- Ramūnas Šiškauskas

## Bekende (oud)-coaches
- Riccardo Sales
- Petar Skansi
- - Mike D'Antoni
- Željko Obradović
- Ettore Messina
- David Blatt
- Oktay Mahmuti

## Sponsor namen
- 1962-1963: Pall. Treviso
- 1979-1981: Liberti Treviso
- 1982-heden: Benetton Treviso